# Риндзай
Риндзай-сю (яп. 臨済宗, Риндзай-сю:; кит. 臨濟宗, Линьцзи-цзун) — одна из двух крупнейших японских школ дзэн, наряду со школой Сото.

## История
Риндзай считается первой дзэн-буддийской школой, появившейся на Японских островах. Около 1199 года монах Эйсай дзэндзи (1141—1215) представил форму буддизма, ставшую впоследствии известной как Риндзай-сю, при дворе сёгуна Камакура. Школа появилась в результате распространения одноимённой китайской школы Линьцзи-цзун, основателем которой был китайский учитель Линьцзи Исюань (яп. Риндзай Гигэн).

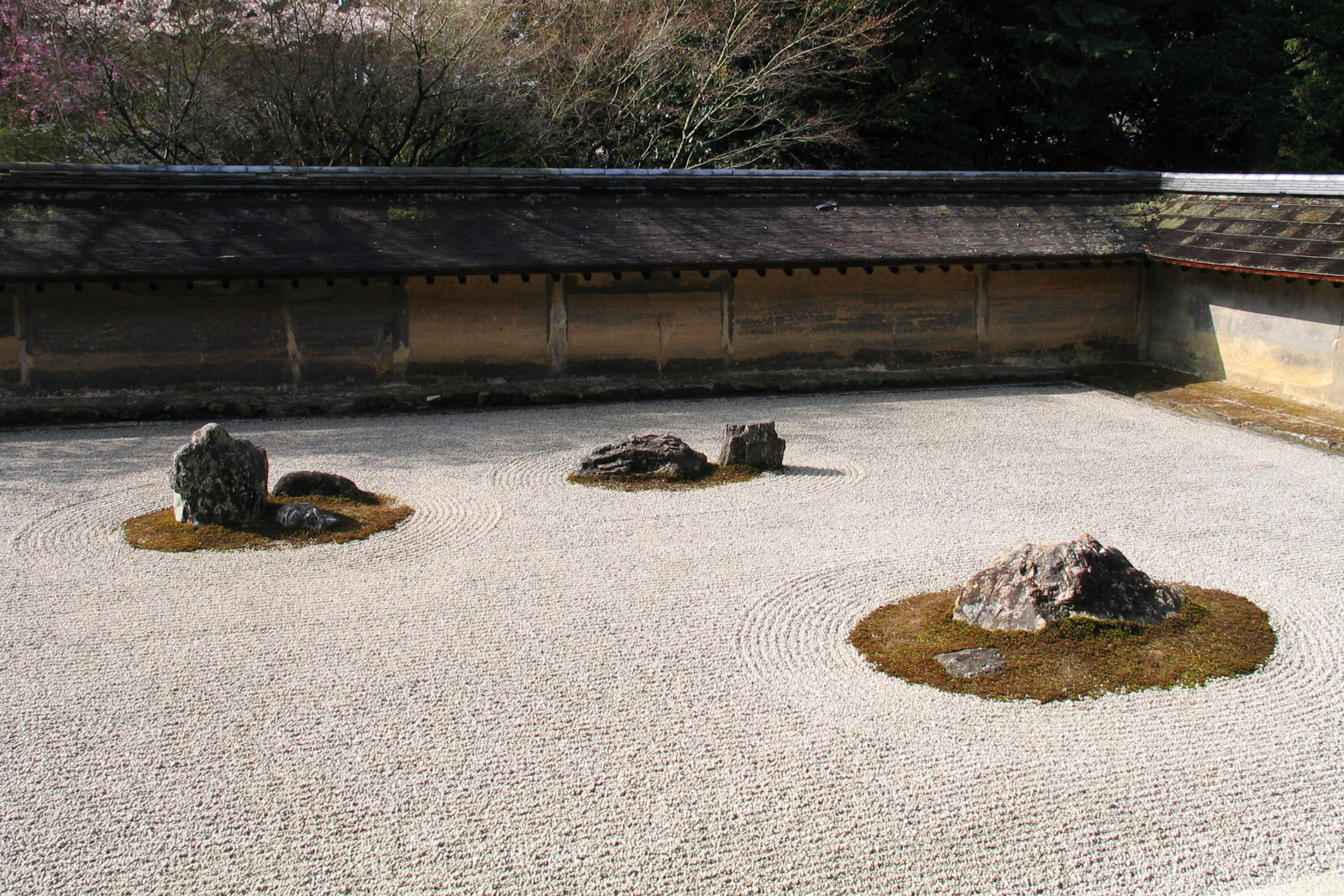
Сад камней в храме Рёандзи школы риндзай, Киото, Япония

## Философия риндзай-сю
Особенностью философии школы риндзай является догмат о возможности немедленного просветления и использование практикующими, совместно с практикой медитации (основным путём достижения просветления в философии школы Сото), коанов — иррациональных загадок или притч-вопросов, разрешение которых может не лежать в логической плоскости, но, с помощью «интеллектуального потрясения» способно помочь достижению сатори.

## Риндзай и японское общество
Помимо упражнений в медитации и коанов, риндзай целенаправленно культивирует у своих последователей необходимость заниматься боевыми искусствами. Это позволяет адептам заниматься самодисциплинированием и избегать страха смерти путём прямого изменения сознания. Кроме того, благодаря такой идеологии, риндзай была воспринята в сословии самураев, в отличие от сото, получившей распространение у представителей не столь высоких сословий.
Особое расположение военной касты к риндзай сохранилось и в период Токугава. Эта школа стала практически незаменимым атрибутом образования самурая, её идеология во многом способствовала возникновению самурайского кодекса бусидо.
Некоторый упадок риндзай-сю приходится на конец XVII века — середину XVIII века. Однако это направление дзэн-буддизма было с успехом возрождено Хакуином Экаку.

## Современное положение школы риндзай
Школа риндзай-сю сейчас разбита на четырнадцать направлений, которые называются по имени главного храма. Самая большая школа управляется в храме Мёсин-дзи в Киото. Другие хорошо известные храмы в Киото — Нандзэн-дзи, Тенрю-дзи, Тенрю-дзи, Тофуку-дзи и Дайтоку-дзи. Всего в Японии имеется около 6000 храмов школы риндзай-сю.
Ветви риндзай-сю:
- Кеннин-дзи[англ.] (建仁寺; основана в 1202 Эйсаем в Киото)
- Тофуку-дзи (东福寺; основана в 1236 Энни в Киото)
- Кентё-дзи[англ.] (建长寺; основана в 1253 Ранкеем Дорю[англ.] в Камакура)
- Энгаку-дзи[англ.] (円覚寺; основана в 1282 Мугаку Согэном[англ.]* в Камакура)
- Нандзэн-дзи (南禅寺; основана в 1291 Мукан Фумоном[яп.] в Киото)
- Кокутай-дзи[англ.] (国泰寺; основана в 1300 Дзиуном Мёи[яп.] в Тояме)
- Дайтоку-дзи (大徳寺; основана в 1315 Сюхо Мётё[англ.] в Киото)
- Когаку-дзи[англ.] (向岳派; основана в 1378 Бассуем Токусё[англ.])
- Мёсин-дзи (妙心寺; основана в 1337 Кандзаном Эгеном[англ.] в Киото)
- Тенрю-дзи[англ.] (天龙寺; основана в 1339 Мусо Сосэки в Киото)
- Эйген-дзи[англ.] (永源寺; основана в 1361 Дзякусицу Гэнко[англ.] в Хигасиоми)
- Хоко-дзи[англ.] (方広寺; основана в 1384 Мумоном Гэнсэном[яп.] в Хамамацу)
- Сёкоку-дзи[англ.] (相国寺; основана в 1392 Мусо Сосэки в Киото)
- Буццу-дзи[англ.] (佛通寺; основана в 1397 Гутю Сюкю[яп.] в Михара)